# جيف ميلتون
جيف ميلتون (بالإنجليزية: Jeff Milton)‏ هو راعي البقر أمريكي، ولد في 7 نوفمبر 1861 في ماريانا في الولايات المتحدة، وتوفي في 7 مايو 1947 في تومبستون في الولايات المتحدة.